# Lise Tautin
Lise Tautin (nacida como Louise Vaissière, Yvetot, 1834-Bolonia, mayo de 1874), fue una soprano francesa, asociada con la opéra bouffe de París a mediados del siglo XIX, particularmente con las obras de Jacques Offenbach.

## Biografía
Habiendo sido vista por Offenbach en el Grand Théâtre de Lyon, Tautin hizo su debut con los Bouffes-Parisiens como Aspasie en Une demoiselle en loterie en julio de 1857 y fue un gran éxito de crítica y público. También cantó Fanchette en Le mariage aux lanternes (1857), Crout-ou-pôt en Mesdames de la Halle (1858), Minette en La Chatte métamorphosée en femme de 1858, se elogió su encarnación de niña y gato, y Eurídice en Orfeo en los infiernos (reposición de 1858 y 1860), donde se repitió su «Hymne a Bacchus» o a menudo se cantó tres veces en cada actuación.
Luego siguieron Rosita en Un mari à la porte (1859), Gratioso y otros papeles en la primera versión de Genoveva de Brabante (1859), Les Bouffes-Parisiens en Le carnaval des revues (1860), Catarina en Le Pont des soupirs (1861) y Ernestina en M. Choufleuri restera chez lui le . . . (1861). Visitó Viena con los Bouffes-Parisiens en el verano de 1861, durante el cual creó La Sincère en Les bergers.
En la primavera de 1862 protagonizó La boîte au lait en el Théâtre des Variétés. Asumió el papel principal en algunas representaciones de La bella Helena en 1865. Enfermó al regresar de una gira a Constantinopla en 1874 y falleció.